# Крючки (Харьковская область)
Крючки (укр. Крючки) — посёлок в Веселовском сельском совете Балаклейского района Харьковской области Украины.
Код КОАТУУ — 6320286203. Население по переписи 2001 г. составляет 272 (133/139 м/ж) человека.

## Географическое положение
Село Крючки находится в балке Бузовый Яр, на истоке пересыхающей реки Желобок, перегороженной многочисленными запрудами.

## История
Село впервые упоминается в 1849 году

## Экономика
В селе есть молочно-товарная ферма.

## Известные люди
В селе родился:
- Пьянов, Владимир Яковлевич (1921—2006) — литературный критик, переводчик с белорусского, молдавского и румынского языков. Лауреат премии «Благовіст».